# 马丁·雷德
马丁·雷德（德語：Martin Raeder，1977年7月15日—），德国男子赛艇运动员。他曾代表德国参加世界赛艇锦标赛，获得一枚金牌和一枚银牌，均来自男子轻量级八人单桨有舵手项目。